# 異丙硫醇
異丙硫醇（Isopropanethiol），又稱為2-丙硫醇，是一種硫醇類的有機化合物。它是醇的一種類似物，結構就是異丙醇的氧被硫取代。異丙硫醇是一種閃點易燃的無色液體，具有揮發性，微量具有臭味，對身體有害，大量吸入會引起嗅覺喪失、肌無力等症狀。口服引起噁心、嘔吐。對眼和皮膚有刺激性。

## 毒性
異丙硫醇和異丙醇有類似性質，同樣有劇毒，異丙硫醇的毒性甚至比異丙醇更強。
吸入微量異丙硫醇，會感到惡臭，並且輕微刺激呼吸道。若在高濃度的環境下，會造成肌肉無力、驚厥、呼吸麻痺、喪失嗅覺、暈眩、甚至昏迷的嚴重症狀。誤食異丙硫醇會造成暈眩、噁心、嘔吐，嚴重者意識喪失甚至死亡。
若發現吸入異丙硫醇之病患，就同於吸入異丙醇的病患，應先移除污染源或將患者移到新鮮空氣處。倘若患者停止呼吸應立即施予人工呼吸後再就醫。
若發現誤食異丙硫醇者，應先給病患服用大量的水後再送醫治療。